# Tonka Tomicic
Tonka Tomicic Petric (Santiago, 31 de mayo de 1976) es una presentadora de televisión y exmodelo chilena.
Desde la década de 2000 es presentadora de televisión, iniciando su carrera en TVN, donde fue coanimadora de Buenos días a todos junto a Felipe Camiroaga y presentó el Festival de Viña del Mar. Entre 2010 y 2024 fue uno de los principales rostros de Canal 13.

## Familia y estudios
Nació el 31 de mayo de 1976 en Santiago, Chile. Proviene del seno de un matrimonio compuesto por Antonio Tomičić, y Marija Petrić. Se crio en la comuna de La Florida, Santiago, cerca del sector del paradero 14 de la Avenida Vicuña Mackenna.
Realizó sus estudios de educación primaria y secundaria en el Colegio Argentino del Sagrado Corazón de Jesús, de la comuna de Providencia. En 1994 ingresó a la Universidad Tecnológica Metropolitana a estudiar diseño en comunicación visual, carrera que finalmente no terminó.

## Carrera en el modelaje
Fue descubierta por la entonces coordinadora general de New Models Agency, Irene Corredoira. Tomicic, de catorce años, se encontraba vacacionando en una playa de la Región de Valparaíso, cuando Corredoira se acercó para convencerla de ingresar al mundo del modelaje. Tras el primer contacto, Tomicic filmó su primer comercial de televisión para la empresa de zapatillas Tigre.
Fue coronada como reina de la XXIV versión del certamen de belleza Miss Mundo Chile en 1995, representando a su país en el certamen Miss Mundo 1995 realizado en Sudáfrica. Su carrera como reina de belleza continuó al ser coronada Virreina Sudamericana 1996 en Bolivia y Miss Atlántico Internacional 1999 en Uruguay.

## Presentadora de televisión

### Inicios y paso por TVN (2002-2009)

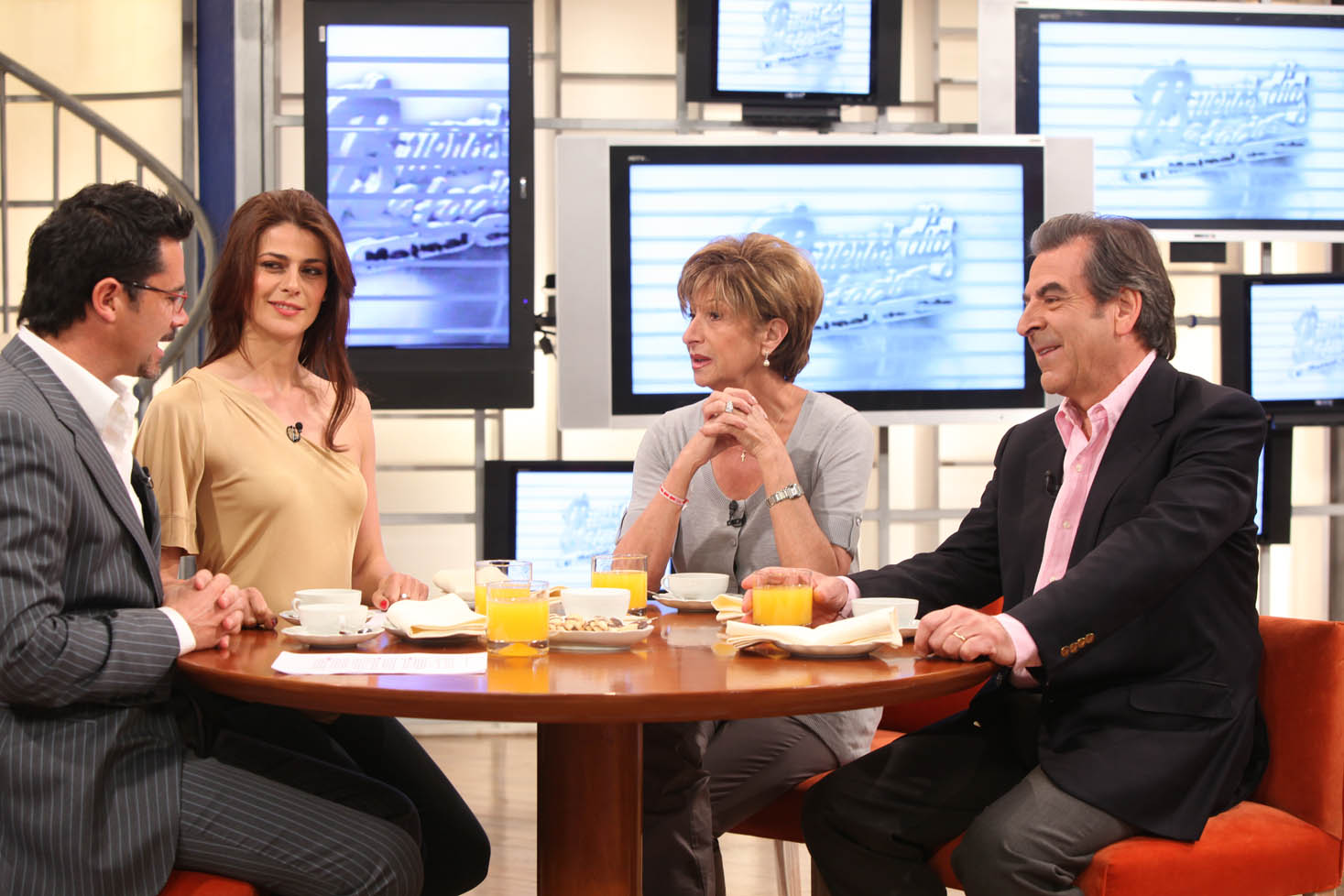
Felipe Camiroaga y Tomicic (ambos, a la izquierda), entrevistando a Eduardo Frei Ruiz-Tagle y a su esposa Marta Larraechea.

Su inicio en la televisión fue en 2002, cuando Tomicic tomó a cargo pequeñas secciones de dos programas televisivos: fue comentarista de publicidad en Combinado nacional de Mega y comentarista de moda en La mañana del 13 de Canal 13. Durante 2002, trabajó como VJ de Los 10 + pedidos en la señal chilena de MTV Latinoamérica.
Ese mismo año, se produciría su gran avance al formar parte del equipo del programa Pase lo que pase de TVN. Aunque ingresó para la sección de moda, tras la partida de Karen Doggenweiler, pasó a participar el programa junto a Felipe Camiroaga. Teniendo buena repercusión con la prensa internacional por su actuación en los medios.
Debutó el 3 de enero de 2004 como reemplazante temporal de Doggenweiler en el programa Buenos días a todos de TVN, haciendo dupla con Jorge Hevia. Doggenweiler se retiraría nuevamente el 15 de julio de ese año siendo reemplazada por Tomicic, mas su alejamiento sería definitivo. Pese a eso, sólo a inicios de 2005 fue confirmada su presencia como coanimadora oficial de Buenos días a todos, en la reformulación del programa, volviendo a coanimar con Camiroaga.
La nueva pareja del matinal levantó los índices de sintonía de este y Tomicic comenzó a convertirse en una de las principales presentadoras de televisión del país. El 22 de abril de ese año, Tomicic fue coronada en la VIII Cumbre Guachaca como Reina Guachaca.

#### Reina y presentadora del Festival de Viña

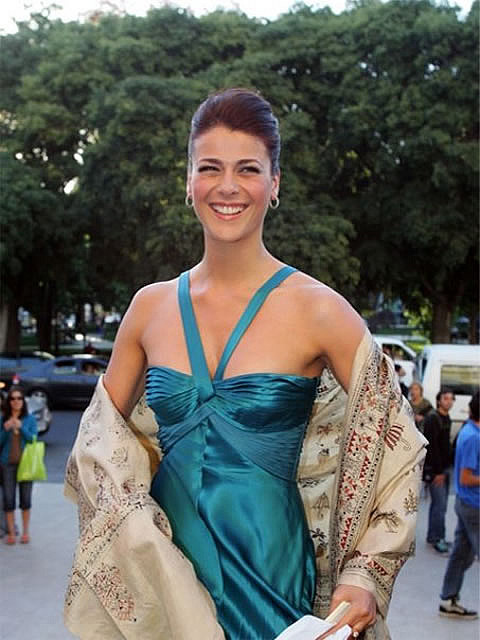
Tomicic en 2009.

En febrero de 2006, viajó a Viña del Mar junto a Buenos días a todos en la edición especial para el XLVII Festival Internacional de la Canción. Aunque Tomicic no era parte del evento en sí, gracias a su popularidad fue elegida Reina del certamen, el 24 de febrero de dicho año, con 157 votos. Al día siguiente, fue coronada por la alcaldesa de la ciudad, Virginia Reginato, en el Hotel Sheraton Miramar realizando el tradicional «piscinazo» al día siguiente en la piscina del Hotel O'Higgins. Cabe hacer mención al eslogan utilizado en su campaña «100% natural» haciendo referencia a la ausencia de cirugías plásticas versus el resto de las participantes que sí las tenían.
Tras la alianza de TVN y Canal 13 para transmitir los próximos festivales, Tomicic se erigió como la alternativa natural para ser la presentadora del XLVIII certamen, lo que fue confirmado el 27 de julio de 2006. A pesar de ciertas críticas debido a la falta de experiencia de Tomicic en eventos, la presentadora fue ovacionada por el público presente en el Anfiteatro de la Quinta Vergara el 21 de febrero, día de la noche de apertura. En la noche final del evento, el 26 de febrero, Tomicic bailó junto al ballet a cargo de la coreógrafa Claudia Miranda, siendo nuevamente ovacionada por el público.

### Canal 13 (2009-2024)

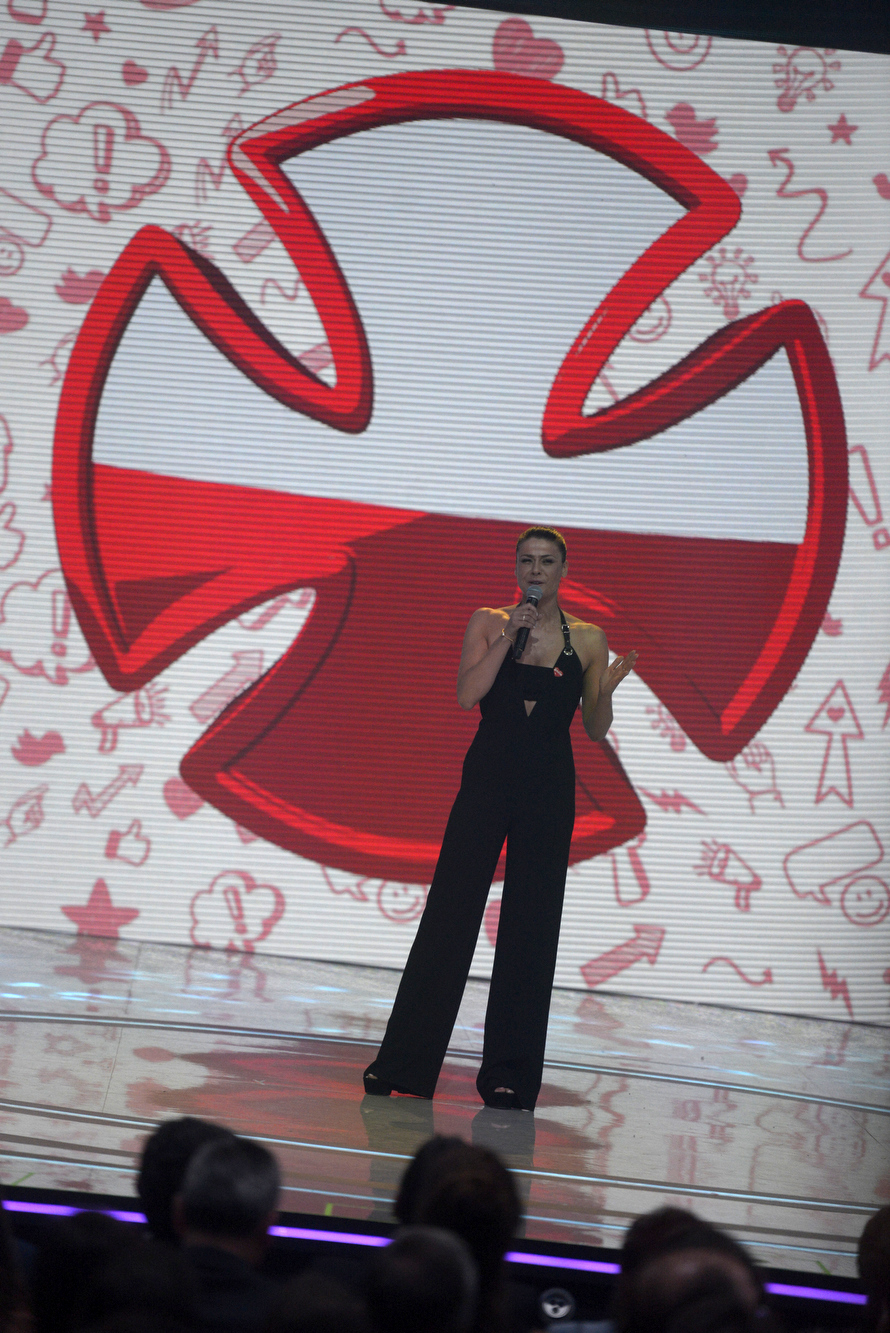
Tomicic en la Teletón 2016.

El miércoles 4 de noviembre de 2009, la prensa comenzó a especular sobre un posible traspaso de Tomicic hacia Canal 13, el cual se concretó el 12 de noviembre, dejando TVN y saliendo de pantalla el día viernes 13 de noviembre.
Su primer proyecto en Canal 13 fue en enero de 2010, donde anima la versión chilena del programa español El hormiguero junto a Sergio Lagos y al mes siguiente participa en La movida del festival. Durante la Copa Mundial de Fútbol de 2010 animó el programa especial Tonka Tanka y en agosto de 2010 tuvo una pequeña aparición en la telenovela Primera dama, interpretándose a sí misma. También condujo la versión local de Fear Factor llamada Fear Factor Chile.
El 7 de marzo de 2011, debutó como conductora en el matinal Bienvenidos junto a Martín Cárcamo en la animación, donde se mantuvo hasta el fin del programa el 10 de noviembre de 2021.
Tras la falta de proyectos en Canal 13, influenciados por el daño a su imagen producto de la investigación a su exesposo, el 29 de febrero de 2024 Tomicic fue desvinculada de Canal 13, tras la no renovación de su contrato.

### Rostro publicitario
Tomicic fue, hasta 2020, rostro publicitario de la cadena de grandes almacenes París. También lo ha sido de la empresa de telecomunicaciones Claro y también de Garnier, marca de productos para el cabello, donde existe una tintura llamada «Chocolate Tonka».

## Vida privada
Desde 2004 mantuvo una relación sentimental con Marco Antonio López Spagui, alias "Parived". La pareja contrajo matrimonio conforme al rito judío el 16 de abril de 2014 en la ciudad de Jerusalén, Israel, luego de renunciar Tomicic al catolicismo, adoptando así el judaísmo de su pareja. En febrero de 2023, en medio de una investigación penal en contra de López por asociación ilícita, receptación aduanera y delitos tributarios, Tomicic anunció que se habían separado.

## Filmografía

### Programas
| Año       | Programa                                                    | Papel                     | Canal             |
| --------- | ----------------------------------------------------------- | ------------------------- | ----------------- |
| 2001      | Los 10 + pedidos                                            | VJ                        | MTV Latinoamérica |
| 2001      | Conexión                                                    | VJ                        | MTV Latinoamérica |
| 2001      | Combinado nacional                                          | Comentarista publicitaria | Mega              |
| 2001      | La mañana del 13                                            | Comentarista de moda      | Canal 13          |
| 2002      | Pase lo que pase                                            | Presentadora              | TVN               |
| 2003      | La gran sorpresa                                            | Presentadora              | TVN               |
| 2003      | Con mucho cariño                                            | Presentadora              | TVN               |
| 2005-2009 | Buenos días a todos                                         | Presentadora              | TVN               |
| 2007      | XLVIII Festival Internacional de la Canción de Viña del Mar | Presentadora              | TVN Canal 13      |
| 2008      | XLIX Festival Internacional de la Canción de Viña del Mar   | Presentadora              | TVN Canal 13      |
| 2009      | Viña tiene festival                                         | Presentadora              | TVN               |
| 2010      | El hormiguero                                               | Presentadora              | Canal 13          |
| 2010      | La movida del festival                                      | Presentadora              | Canal 13          |
| 2010      | Tonka Tanka                                                 | Presentadora              | Canal 13          |
| 2010      | Fear Factor Chile                                           | Presentadora              | Canal 13          |
| 2011-2021 | Bienvenidos                                                 | Presentadora              | Canal 13          |
| 2012      | No basta con ser bella                                      | Jurado                    | Canal 13          |
| 2013      | Proyecto Miss Chile                                         | Presentadora              | Canal 13          |
| 2015      | VII Festival de Antofagasta                                 | Presentadora              | Canal 13          |
| 2018      | Festival de Las Condes 2018                                 | Presentadora              | Canal 13          |
| 2019      | Festival de Las Condes 2019                                 | Presentadora              | Canal 13          |
| 2021      | Todos a Viña                                                | Presentadora              | Canal 13          |
| 2021      | Los 2000: un zapping al pasado                              | Presentadora              | Canal 13          |
| 2022      | Starstruck                                                  | Jurado                    | Canal 13          |
| 2023      | Festival de Las Condes 2023                                 | Presentadora              | Canal 13          |
| 2023      | Échale la culpa a Viña                                      | Presentadora              | Canal 13          |

### Telenovelas
| Año  | Programa          | Papel                                  | Canal    |
| ---- | ----------------- | -------------------------------------- | -------- |
| 2008 | Hijos del Monte   | Ella misma                             | TVN      |
| 2011 | Primera dama      | Ella misma                             | Canal 13 |
| 2011 | Asesora sin hogar | Soledad Cazas / Contemplación Sanhueza | Canal 13 |
| 2012 | Soltera otra vez  | Ella misma                             | Canal 13 |
| 2013 | Las Vega's        | Ella misma                             | Canal 13 |
| 2014 | Chipe libre       | Ella misma                             |          |

### Películas
- La era de hielo: Choque de mundos (2016) Brooke (voz)

### Publicidad
- Fray León (1995) - Comercial de Vinos.
- Maggi (1997) - Comercial de Cubo de caldo.
- Elite (1998) - Comercial de papel higiénico.
- Metropolis (2002) - Comercial de telecomunicaciones.
- Livean (2002-2006) - Comercial de júgos.
- Costa Kids (2003) - Comercial de golosinas.
- París (2003-2019) - Rostro de la tienda junto con Benjamin Vicuña, Claudia Conserva, Mayte Rodríguez.
- Garnier (2008-2012) - Comercial de champú.
- Claro (2016-2019) - Comercial de telecomunicaciones junto a Martín Carcamo.

## Premios
| Año  | Premio           | Categoría                              | Resultado |
| ---- | ---------------- | -------------------------------------- | --------- |
| 2006 | Copihue de Oro   | Mejor animadora en Buenos días a todos | Ganadora  |
| 2006 | Premios TV Grama | Mejor animadora en Buenos días a todos | Ganadora  |
| 2007 | Copihue de Oro   | Mejor animadora en Buenos días a todos | Ganadora  |
| 2007 | Premios TV Grama | Mejor animadora en Buenos días a todos | Ganadora  |
| 2008 | Copihue de Oro   | Mejor animadora en Buenos días a todos | Ganadora  |
| 2009 | Copihue de Oro   | Mejor animadora en Buenos días a todos | Ganadora  |
| 2013 | Copihue de Oro   | Mejor animadora en Bienvenidos         | Ganadora  |
| 2016 | Copihue de Oro   | Mejor animadora en Bienvenidos         | Ganadora  |
| 2017 | Copihue de Oro   | Mejor animadora en Bienvenidos         | Ganadora  |
| 2018 | Copihue de Oro   | Mejor animadora en Bienvenidos         | Ganadora  |